# 岩﨑陽平
岩﨑 陽平（いわさき ようへい、1987年3月24日 - ）は、三重県津市出身の元プロサッカー選手、サッカー指導者。ポジションはDF,MF.WG（左サイドバック）(左サイドハーフ)（左ウイング）。

## 来歴
高校時代は地元の三重県立津工業高校でプレーし、三重県国体選抜に選出され、チームでは全国高校選手権ベスト16入りに貢献した。高校卒業後は中京大学に進学したが、3年次の2007年に大学を休学し、ブラジルに渡りカンボリウエンシFCと契約、プロ選手となった。
その後はブラジルのクラブを渡り歩き、マルセロ・オリヴェイラ監督率いるパラナ・クルーベに入団。当時のチームメイトには後にJリーグでも活躍したマルセロ・アパレシド・トスカーノやジョン・パウロ・ダ・シウヴァ、SLベンフィカに移籍したエルヴィス・ヴィエイラ・アラウージョ、FCポルトに移籍したケルヴィン・マテウス・デ・オリヴェイラ、アトレチコ・ミネイロで活躍したヴィニシウス・ゴエス・バルボーザ・ジ・ソウザ、ポルトガルリーグでプレーしたイリネウ・カリスト・クートと一緒にプレー経験がある。そこでの活躍が認められ、2010年7月に5月から練習参加していたアルビレックス新潟に入団したが、新潟では怪我などもあり出場機会を得られず、2011年シーズン終了をもって契約満了となった。2012年は当時東北社会人サッカーリーグ2部のFCガンジュ岩手でプレーしていたが、当時監督であった今井敏明監督の契約解除により本人も7月で退団。8月にパラグアイリーグ1部のインデペンディエンテFBCに移籍。シーズン終了後は、ペルー人の代理人からスカウトされ、ペルーリーグ1部のCDパシフィコFCに練習参加する。トレーニング参加中に同国でプレシーズンマッチを行なっていたパラグアイ1部のセロ・ポルテーニョ・デ・フランコからプレシーズンマッチに招待され、クルブ・スポルティーボ・シエンシアーノとの試合に出場した。標高3900メートル以上での試合では、試合中に鼻血が出て後に高山病にもなったと本人は語っている。そのままセロ・ポルテーニョ・デ・フランコと契約し、再度パラグアイリーグでのプレーをした。同クラブでは給料の未払いもあり退団をし、ブラジルで数ヶ月間テスト生としてサンパイオ・コヘイアFCでトレーニングをしている。その時は、後にCRフラメンゴやクロアチアの名門NKディナモ・ザグレブでプレーしたジョナス・ゴメス・ジ・ソウザと一緒に生活をしていた。その後はアルゼンチン、ボリビア、チリのクラブに練習参加していた時に、SNSを通してインドの代理人からコンタクトがあり、インド・Iリーグのラングダジエット・ユナイテッドFCに移籍。インドでは文化の違いや食の違いに戸惑いながらもシーズンを通して何回も週間ベストイレブンに選出され、インディアン・スーパーリーグのノースイースト・ユナイテッドFCから獲得の意思を伝えてられるが2017年4月、ラモス瑠偉監督率いるFC岐阜へ移籍。当時のチームメイトには、川口能活や三都主アレサンドロがいた。高校の同級生でもある野垣内俊とも再度チームメイトとなるが、シーズン終了後契約満了により退団。2015年度はラトビア、リトアニア、キプロス、ポーランドなどヨーロッパの国々を一人で練習参加している。更にはシンガポール、バングラディッシュ、香港、タイ等、数々の国で練習参加を繰り返している。最終的に同年3月、モルディブ共和国のモルディブ・リーグに属するTCスポーツクラブと契約する。そこでも給料未払いが多く数ヶ月後日本に帰国している。
2016年1月にオーストラリアNPLのグリーンガリーSCの監督に就任したアーサー・パパスからオファーを受け移籍した。アーサーとはインドリーグ時代の対戦相手の監督であり、後に横浜F・マリノスのコーチや鹿児島ユナイテッドFCの監督に就任している。
2016年11月、戸田和幸監督率いる日本選抜とネパール代表とのチャリティーマッチに出場。
その後は、ヨーロッパでのサッカーに触れたいと思うようになり、リトアニアリーグのAリーガに所属する練習参加し、FKスピリス・カウナスに移籍する。加入してすぐレギュラーに定着し、ハーフシーズンで週間ベストイレブンに何回も選出されセルビアのセルビア・スーペルリーガに所属するOFKバチュカや中東のオマーンリーグのアル・シャバブ・シーブからオファーを受け、日本人初のオマーンリーグに移籍。
オマーンのアル・シャバブではクラブ創立初のオマーン・プロフェッショナル・リーグカップの優勝タイトルをもたらした。その後アル・シャバブはエジプトで開催されたガルフカップにも出場している。契約更新のオファーもクラブ側から伝えられたがここでも給料の遅延があり、更新せずに退団している。
日本に一時帰国中に地元三重県で 一般社団法人V.M.E.C を設立。サッカー、フットサルスクールをメインに個人のキャリア形成にこだわったスクールを展開してる。プレーヤーとしては活躍の場所をマレーシアに移し、プレーをしたり同時に引退後のキャリアを考えて現地法人としてサッカースクールとマネージメント会社を設立させる。現地のパートナーは、モルディブリーグ時代の対戦相手でもあった元プロサッカー選手で現役のマレーシアのインターナショナルスクールのコーチでもある細江敏矢と一緒に活動している。マレーシアではフットサルの国際大会も積極的に行い、マレーシアのフットサルプロリーグマレーシア・プレミア・フットサルリーグのパハン・レンジャーズと一緒にSAS INTERNATIONAL CUPを開催した。第一回目の大会はマレーシアで開催され、現地の最大テレビ媒体でもあるアストロアリーナもスポンサーとして大会をライブ中継した。パハンレンジャーズのオーナーはマレーシアパハン州の王子であり、マレーシアではトップクラスの人気を誇る。日本からは、日本フットサルリーグに所属する東京府中アスレティックフットボールクラブとFC NAKAIが参戦した。AFCフットサルクラブ選手権で優勝経験のあるタイ王国のチョンブリー・ブルーウェーブFCも参加し、FIFA（国際サッカー連盟）に正式に認められた国際大会となった。
サッカーのマネージメント設立後は、マレーシアとポルトガルに活躍の場を移し起業家としての活動をスタート。世代別の韓国代表選手や世代別リトアニア代表選手をポルトガルのヴィトーリアSCやGDシャヴェスにトライアルを提供し、人脈を活かした活動を継続的に行なっている。最近では若手日本人選手のサポート事業も行なっている。
ポルトガル政府公認のはちみつの産地で、現地の雇用を高めるはちみつのプロジェクトをおこなっている。株式会社Vila Pouca Japan  を日本に設立している。ポルトガルではサッカーマネージメントや起業家として活動してる事や現地でスカウティングの資格やUEFAコーチングライセンスを受講して継続的にサッカーをアップデートしている。ポルトガルの知人を通して世界一のサッカー代理人のジョルジュメンデスを紹介される。Gestifute のCEOとしてクリスティアーノ・ロナウド、ハメス・ロドリゲスやジョゼ・モウリーニョ監督をマネージメント。世界最高の選手のマネージメント方法やタレント発掘方法を直接現地で学んでいる。日本人で唯一、世界で最も優秀なサッカー代理人ジョルジュ・メンデスともサッカービジネスを行なっていると本人のSNSで写真付きで掲載されている。
ポルトガル語、スペイン語や英語を流暢に話せることからコミュニケーションに長け、国際的な活動を行なっている。現在では日本と世界をつなぐ活動や、「国際的に活躍できる人材の育成」をサッカーボールというツールで行なっている。
2023年2月3日、鈴鹿ポイントゲッターズのコーチに就任した。

## 所属クラブ
- 2002年 - 2004年 三重県立津工業高校
- 2005年 - 2007年 中京大学体育会サッカー部
- 2007年3月 - 翌年3月クルゼイロ
- 2008年9月 - 同年10月  カンボリウFC
- 2009年1月 - 同年5月  ACパラナヴァイ
- 2009年5月 - 同年7月  セハーノ
- 2009年7月 - 同年9月  パト・ブランコEC
- 2010年1月 - 同年5月  パラナ・クルーベ
- 2010年7月 - 2011年  アルビレックス新潟
- 2012年2月 - 同年7月  FCガンジュ岩手
- 2012年8月 - 同年12月  インデペンディエンテFBC
- 2013年1月 - 同年04月 セロポルテーノデフランコ
- 2013年8月 - 翌年6月 ランダジット・ユナイテッドFC
- 2014年7月 - 同年12月  FC岐阜
- 2015年3月 - 同年10月  TCスポーツクラブ
- 2016年2月 - 同年10月　 グリーン・ガリーFC
- 2017年１月 - 同年7月   FKスピリス・カウナス
- 2017年9月 - 翌年６月  アル・シャバーブ・シーブ

## 個人成績
| 国内大会個人成績 | 国内大会個人成績 | 国内大会個人成績 | 国内大会個人成績 | 国内大会個人成績                                 | 国内大会個人成績 | 国内大会個人成績 | 国内大会個人成績 | 国内大会個人成績 | 国内大会個人成績 | 国内大会個人成績 | 国内大会個人成績 |
| 年度             | クラブ           | 背番号           | リーグ           | リーグ戦                                         | リーグ戦         | リーグ杯         | リーグ杯         | オープン杯       | オープン杯       | 期間通算         | 期間通算         |
| 年度             | クラブ           | 背番号           | リーグ           | 出場                                             | 得点             | 出場             | 得点             | 出場             | 得点             | 出場             | 得点             |
| 日本             | 日本             | 日本             | 日本             | リーグ戦                                         | リーグ戦         | リーグ杯         | リーグ杯         | 天皇杯           | 天皇杯           | 期間通算         | 期間通算         |
| ---------------- | ---------------- | ---------------- | ---------------- | ------------------------------------------------ | ---------------- | ---------------- | ---------------- | ---------------- | ---------------- | ---------------- | ---------------- |
| 2010             | 新潟             | 34               | J1               | 0                                                | 0                | 0                | 0                | 0                | 0                | 0                | 0                |
| 2011             | 新潟             | 34               | J1               | 0                                                | 0                | 0                | 0                | 0                | 0                | 0                | 0                |
| 2012             | G岩手            | 4                | 東北2部          |                                                  |                  | -                | -                | -                | -                |                  |                  |
| 2014             | 岐阜             | 37               | J2               | 2                                                | 0                | -                | -                | -                | -                | 2                | 0                |
| 通算             | 日本             | 日本             | J1               | 0                                                | 0                | 0                | 0                | 0                | 0                | 0                | 0                |
| 通算             | 日本             | 日本             | J2               | 2                                                | 0                | -                | -                | -                | -                | 2                | 0                |
| 通算             | 日本             | 日本             | 東北2部          | \|\|\|\|colspan="2"\|-\|\|colspan="2"\|-\|\|\|\| |                  |                  |                  |                  |                  |                  |                  |
| 総通算           | 総通算           | 総通算           | 総通算           | 0                                                | 0                | 0                | 0                | 0                | 0                | 0                | 0                |

- Jリーグ初出場 - 2014年8月3日 J2第25節 対V・ファーレン長崎 (長崎県立総合運動公園陸上競技場)